# 尚泰久王
尚 泰久王（しょう たいきゅうおう、1415年（永楽13年） - 1460年6月23日（天順4年6月5日））は、琉球王国の第一尚氏王統・第6代国王（在位1454年 - 1460年）。第5代琉球国王。神号は那之志与茂伊（なのしよもい）、または大世主（おほよのぬし）。第5代国王尚金福王の弟である。

## 概要
尚巴志の五男で、越来間切を与えられて越来王子と称する。この時に金丸（後の尚円王）を見出して取り立て、尚思達王に王府官僚として推薦している。尚金福王が死去した後の後継争いである志魯・布里の乱で、双方が共倒れになったことから、金丸や阿麻和利らの推戴により琉球国王として即位した。
永楽通宝を変造した銅銭・大世通宝を発行したほか、護佐丸・阿麻和利の乱を鎮圧したことが業績に挙げられる。
また、初めて琉球に臨済宗を伝えた京都南禅寺出身の僧の芥隠承琥らに深く帰依して多くの仏寺を建立した。梵鐘の鋳造にも熱心で、1458年には万国津梁の鐘を造らせて首里城正殿に懸けさせた。 

## 謎の多い尚泰久像
尚泰久の人物像には様々な疑問が提起されている。近年石井望は以下の新説により尚泰久像に大きく転換を試みている。「おもろさうし」78番（巻二）の越来按司の子「（ま）たちよもい」が尚泰久であることは定説だが、別途卷十五の「宇座のたちよもい」を泰期とする旧説は誤りであり、両者はともに同一の尚泰久＝懐機＝國公道球である。尚泰久が懷機の名（越來の福建字音）で座喜味城の長濱で南海貿易を行ない、國公（越來及び懷機の同音）の道球（泰久＝たちよの同音）として『琉球國由來記』巻十に記録されたのである。

## 系譜
- 父：尚巴志王
- 母：眞鍋金（伊覇按司一世の長女）
- 妃：護佐丸の娘
- 側室：宮里阿護母志良礼
- 側室：越来村の世利休
  - 長男：安次富加那巴志（母は護佐丸の娘、後裔は安次富家、屋良門中）
  - 次男：三津葉多武喜（母は護佐丸の娘、後裔は仲栄真家、仲栄真門中）
  - 三男：尚徳（母は宮里阿護母志良礼、後裔は雍氏目取真家、明氏亀谷家）
  - 四男：八幡加那志（母は護佐丸の娘、後裔は習氏、大仲栄真門中）[8]
  - 五男：尚武江洲按司（後裔は武氏嘉陽家）(眞榮田家)[8]
  - 長女：百度踏揚（母は護佐丸の娘、阿麻和利の妻、後に鬼大城に嫁す）
  - 次女：尚按司加那志（林鳳に嫁し、後に泊里主宗重に嫁す）